# P4 Sjuhärad
P4 Sjuhärad, är Sveriges Radios lokalradiostation som sänder över Sjuhärad. Redaktionen ligger på Västerlånggatan 18 i centrala Borås. Sjuhärad är ett namn för "de sju häraderna", och dessa motsvaras numera närmast av kommunerna Borås, Bollebygd, Mark, Ulricehamn, Tranemo, Svenljunga samt delar av kommunerna Herrljunga och Vårgårda. Dessa kommuner räknar kanalen som sitt bevakningsområde. P4 Sjuhärad sänder på frekvensen 102,9 MHz.
Radiostationen började sända den 31 oktober 1977 som en del av Sveriges Lokalradio AB (Lrab). Då samsände Radio Sjuhärad och Radio Göteborg i kanalen P3. 1987 öppnades en egen frekvens/kanal utanför P3, och två år senare bröts Sjuhärad och Göteborg isär i två olika radiostationer. 1993 bildades kanalen P4, med samma upplägg på 25 lokala P4-stationer landet runt.

## Nyheter
Redaktionen är bemannad, producerar och sänder nyhetsuppdateringar varje dag året runt. På vardagar är redaktionen bemannad klockan 05-23, helgdagar klockan 06:30-23.

## Program
Inom ramen för P4 Sjuhärads sändningar finns nyhetsuppdateringar från Sveriges Radios Ekoredaktion, lokala nyheter producerade av P4 Sjuhärad, trafik- och servicerapporter, direktrapporterad väderprognos från SMHI samt riks- och lokal sport.
Morgon i P4 Sjuhärad sänds varje vardag mellan klockan 5.59 och 9.30. .
Förmiddag i P4 Sjuhärad sänds varje vardag mellan klockan 9.30 och 13.00. 
Eftermiddag i P4 Sjuhärad sänds varje vardag mellan klockan 15.00 och 17.34.